# De Izeren Ko
De Izeren Ko (Fries voor De IJzeren Koe) is een voormalige poldermolen in het Friese dorp Allingawier, dat in de Nederlandse gemeente Súdwest-Fryslân ligt.

## Beschrijving
De Izeren Ko is een uit 1970 daterende paaltjasker, die deel uitmaakt van de Aldfaers Erf Route, een cultuurhistorische museumroute door de dorpen Allingawier, Exmorra en Piaam. De molen, die maalvaardig in circuit is, fungeert als demonstratiemolen bij een boerderij met dezelfde naam in het museumdorp Allingawier. Hij werd in 2008 gerestaureerd. De Izeren Ko is te bezichtigen wanneer het museum is geopend.
De molen heeft de status gemeentelijk monument.